# Боєчко Василь Дмитрович
Василь Дмитрович Боєчко (24 жовтня 1955, Нивра) — український історик, дипломат. Дослідник історії України, міжнародних відносин, питань національних взаємин, історії українсько-молдавських відносин та співробітництва. Генеральний консул України в Сучаві (2001—2005, 2009—2014).

## Життєпис
Народився 24 жовтня 1955 року в селі Нивра Борщівського району на Тернопільщині. У 1979 закінчив Київський педагогічний університет, історичний факультет. Кандидат історичних наук. Кандидатська дисертація «Спільна боротьба українського та молдавського народів проти внутрішньої та зовнішньої контрреволюції (жовтень 1917 — червень 1919)» (1988).
У 1979—1981 рр. — вчитель історії, У 1981—1984 рр. — організатор позакласної роботи в середній школі міста Києва.
У 1984—1987 рр. — аспірант, У 1987—1992 рр. — молодший науковий співробітник, науковий співробітник, старший науковий співробітник відділу історії дружби народів СРСР, історії і теорії міжнаціональних відносин Інституту історії АН УРСР.

## Дипломатична робота
З 1992 року — перший секретар, завідувач відділу політичного планування управління політичного аналізу і планування МЗС України;
У 1994—1999 рр. — радник з політичних питань Посольства України в Румунії;
У 1999—2000 рр. — заступник керівника секретаріату Міністерства закордонних справ України України;
У 2000—2001 рр. — заступник начальника третього територіального правління МЗС України;
У 2001—2005 рр. — генеральний консул України в Сучаві (Румунія);
У 2006—2009 року — начальник управління з питань закордонного українства МЗС України. Член організаційного комітету з підготовки та проведення заходів з відзначення 90-річчя подій Української революції 1917—1921 років та вшанування пам'яті її учасників.
У 2009—2014 рр. — генеральний консул України в Сучаві (Румунія);
З 2014 року — Посол з особливих доручень Міністерства закордонних справ України;